# Степанов, Валентин Михайлович
Валенти́н Миха́йлович Степа́нов (2 апреля 1931, Москва — 1 октября 1997, Москва) — советский и российский биохимик, преподаватель химического факультета МГУ, член-корреспондент Российской академии наук (1997). 
Один из пионеров изучения химии белка, исследовал использование протеолитических ферментов как инструментов пептидного синтеза, интересовался проблемами выделения протеаз из различных источников, многие из которых используются в промышленности. Является создателем научной школы по химии протеолитических ферментов.

## Биография
Валентин Михайлович родился в Москве в семье сотрудника НИУИФ, Михаила Николаевича Степанова и Надежды Викторовны Вернекинк, которая посвятила свою жизнь воспитанию сына и поддержанию домашнего очага
В 1938 году Валентин Михайлович начал обучение в московской школе № 345, но в годы Великой Отечественной войны семью эвакуировали в Горьковскую область, и учёбу пришлось оставить. Вернувшись в столицу, мальчик с успехом окончил школу № 273 и поступил на химический факультет МГУ.
Время его обучения является «золотым веком» факультета, тогда среди преподавателей числились О. А. Реутов, В. И. Спицын, Я. И. Герасимов. Помимо успешной учёбы Валентин Михайлович проявлял интерес к общественной деятельности: был председателем профбюро 1 курса, членом факультетского бюро ВЛКСМ, комсомольским секретарём курса, работал в факультетской газете «Химик». Обучаясь на кафедре органической химии, посещал спецкурсы по строению белка, защитил диплом по теме «Изучение некоторых N-замещённых грамицидина С». С отличием окончив университет, Валентин Михайлович был рекомендован в аспирантуру, где продолжил изучение антибиотиков под руководством А. Б. Силаева.

## Научные исследования
После окончания аспирантуры научные интересы Валентина Михайловича стали смещаться в область исследований структур белка. В 1960-х, в ряде совместных работ были предложены усовершенствованные методы определения числа концевых амино-групп, путём их частичного замещения, и числа карбоксильных групп с помощью этерификации и электрофоретическим разделением фракций. В 1970-х ещё одна революционная методика позволила превратить ФТГ-производные аминокислот в МТГ, что упростило их разделение и масс-спектрометрическую идентификацию. Она позволила найти общие закономерности и установить строение аминокислоты по полученным производным. Валентин Михайлович успешно развивал аффинную хроматографию, применив свои знания в области антибиотиков, что позволило увеличить выход ферментов и повысить их степень очистки.
Помимо аналитических методик, Степанов внёс заметный вклад в синтез ингибиторов протеиназ с маркерными группировками. В 1975 году была выпущена статья посвящённая синтезу фермента с хромофорной группой, наличие которой позволяло проследить и контролировать ход реакции с белком.
Под руководством Валентина Михайловича была исследована химия пепсина, исследованы белковые структуры пептидов, полученных в процессе восстановительного гидролиза и установлены структуры 104 аминокислотных остатков пептидных фрагментов, образовавшихся в результате специфического химического расщепления пепсина бромцианом.

## Педагогическая деятельность
Валентин Михайлович вёл курс лекций по химии белка на кафедре химии природных соединений Химического факультета МГУ и на кафедре молекулярной биологии Биологического факультета МГУ. Материал данных лекций лёг в основу одного из лучших современных учебников по химии белка «Структура и функции белков». Также, по совместительству, Валентин Михайлович был профессором Химического и Биологического факультетов и сумел воспитать достойных преемников: более 60 из них стали кандидатами, а 4 докторами наук.

## Семья
Валентин Михайлович дважды был в браке. Первой супругой стала его однокурсница Орлова Татьяна Михайловна, второй — Михайлова Иглика Юлиева. Два сына от второй жены также посвятили свою жизнь науке: Андрей — химик, ИОХ РАН, а Михаил — сотрудник ИСП РАН.
Похоронен на Калитниковском кладбище.

## Из библиографии
- Молекулярная биология. Структура и функции белков : учеб. для студентов вузов, обучающихся по направлению и специальности «Биология» / В. М. Степанов; под ред. А. С. Спирина. — 3-е изд. — М. : Изд-во Моск. ун-та : Наука, 2005 (ППП Тип. Наука). — 334, [1] с. : ил.; 22 см. — (Серия. Классический университетский учебник/ Моск. гос. ун-т им. М. В. Ломоносова).; ISBN 5-02-035320-5